# HMS Triad (N53)
Le HMS Triad (N53) est un sous-marin de classe T en service dans la Royal Navy. Construit au chantier naval Vickers-Armstrongs à Barrow-in-Furness, il est lancé le 5 mai 1939 et mis en service le 16 septembre 1939 sous le commandement du Lieutenant commander Ronald McClellan Powning Jonas.

## Carrière
Le Triad eut une courte carrière opérationnelle, ayant servi uniquement en mer du Nord et en mer Méditerranée. En avril 1940, il a coulé le transport de troupes allemand Ionia et a attaqué sans succès le navire-dépôt allemand Tsingtau.

## Affectation en Méditerranée et perte
Peu de temps après, le Triad part pour la Méditerranée. Le 9 octobre 1940, il quitte Malte pour opérer dans le golfe de Tarente, avec l'ordre d'atteindre Alexandrie en fin de patrouille. Mais il n'arrivera jamais à destination et, le 20 octobre, il est porté disparu. Déclaré coulé dans un champ de mines ou par des avions anti-sous-marins italiens, de nouvelles preuves suggèrent que le submersible a été coulé dans la nuit du 14 au 15 octobre par le sous-marin italien Enrico Toti.
On a également supposé que le Toti a coulé le sous-marin britannique HMS Rainbow, opérant dans la même zone au moment de sa disparition.
Au moment du naufrage, le Triad était commandé par le Lieutenant commander G.S. Salt, père du futur Amiral Royal de la Marine Sam Salt (en).

### Dernière action
Le 15 octobre à 1 heure du matin, l'Enrico Toti détecte le sous-marin à seulement 1 000 mètres (3 300 pieds) de lui : immédiatement, les deux bateaux manœuvrent en position d'attaque. Le sous-marin britannique est le premier à ouvrir le feu, sans grand résultat. Il tire également une torpille que l'Enrico Toti évite en tournant brusquement, puis s'approche en tirant à grande vitesse du sous-marin ennemi. Mais, voyant le sous-marin manœuvrer dangereusement, ordre est donné aux canonniers britanniques d'abandonner le pont. Alors que le sous-marin britannique commence à plonger, l'Enrico Toti tire une torpille et le touche avec deux obus. Le navire s'élève verticalement avant de disparaître sous l'eau avec la totalité de l'équipage. L'action a duré environ 30 minutes.
Le célèbre écrivain italien Dino Buzzati, alors affecté comme journaliste correspondant de la Marine italienne, a écrit un récit animé de l'engagement du Triad vs Enrico Toti. Bien qu'il ne soit pas à bord du sous-marin italien (il s'engagera plus tard sur un croiseur italien et participera à la bataille du cap Matapan), Buzzati interrogea les officiers et les marins lors leur retour à la base et publia l'histoire en octobre 1940. Selon les témoignages des marins, le commandant de l'Enrico Toti n'a pas attaqué une seule fois jusqu'à ce qu'il soit en position favorable pour lancer une torpille. Selon un autre témoignage, les deux navires étaient si proches qu'un tireur italien en colère a jeté ses chaussures sur la tête de son homologue britannique alors qu'il ne pouvait toujours pas tirer au canon.
Jusqu'en 1988, on croyait que le Rainbow avait été coulé par le sous-marin italien, avant de déterminer que le Triad était bien la victime du Enrico Toti. Le Rainbow avait ordre de quitter la région le 13 octobre, soit 26 à 30 heures avant le début de l'action entre les deux submersibles. Même à une vitesse de 6 nœuds (11 km/h), le Rainbow aurait été à 200 milles marins (370 km) de l'endroit au moment de l'action. Le seul navire dans la zone du Enrico Toti était bien le Triad.

## Commandement
- Lieutenant commander Ronald McClellan Powning Jonas du 2 avril 1939 au 27 février 1940.
- Lieutenant commander Eric Roland John Oddie du 27 février 1940 au 15 août 1940.
- Lieutenant commander George Stevenson Salt du 15 août 1940 au 15 octobre 1940.